# Keigo Hayashi
Keigo Hayashi (林 圭吾, Tóquio, 1 de julho de 1977) é um cantor e compositor japonês. É conhecido como um dos dois vocalistas da banda de rock FLOW, reconhecida internacionalmente por suas músicas-tema de anime, como Naruto, Code Geass e Eureka Seven.

## Início da vida
Keigo nasceu e cresceu em Tóquio. Desde cedo demonstrou interesse por música e esportes, especialmente futebol e atletismo, atividades que continua praticando. Em entrevistas, já comentou sobre uma lesão no joelho causada por esforços físicos. Estudou na escola secundária Bunan High School, a mesma de seu colega de banda Kohshi.

## Carreira
Keigo se juntou ao FLOW no final dos anos 1990, contribuindo para consolidar a formação clássica da banda ao lado de Kōshi Asakawa, Takeshi Asakawa, Got’s e Iwasaki. A banda começou sua trajetória no cenário independente, lançando o mini-álbum Flow #0 em 2001.
Em 2003, o FLOW estreou no mainstream com o single Blaster. O reconhecimento internacional veio com GO!!!, tema de abertura do anime Naruto, lançado em 2004.[carece de fontes?] Desde então, Keigo participou de inúmeros sucessos da banda, incluindo:
- Days – Eureka Seven
- Colors – Code Geass
- Sign – Naruto Shippuden
- World End – Code Geass: Lelouch of the Rebellion R2

Ele divide os vocais principais com Kōshi, alternando entre trechos melódicos e segmentos com influência de rap. Também atua como letrista em várias faixas da discografia do grupo.

## Popularidade internacional
Keigo é bastante conhecido por sua presença de palco vibrante e carisma durante turnês internacionais. O FLOW já se apresentou em diversos países, incluindo Estados Unidos, França, Canadá, México e Brasil.
No Brasil, Keigo conquistou fãs por sua simpatia e interação com o público. Durante o Anime Friends 2023, expressou sua admiração pela energia do público brasileiro.  Em um show de 2024, declarou em português: “Te amo, Brasil!”.

## Estilo e vida pessoal
Keigo é reconhecido por seu estilo casual e descontraído. Apesar de ter miopia, evita usar óculos em público por uma questão de estética. Ele costuma manter sua vida pessoal fora dos holofotes, concentrando sua imagem pública na música e nas performances com o FLOW.